# Échec au roy
Pour plus de détails, voir Fiche technique et Distribution.
Échec au roy est un film français réalisé par Jean-Paul Paulin, tourné en 1942, mais sorti en 1945.

## Fiche technique
Source IMDb
- Titre : Échec au roy
- Réalisation : Jean-Paul Paulin
- Adaptation : Robert-Paul Dagan et Pierre Léaud, d'après une œuvre de Henri Dupuy-Mazuel
- Dialogues : Roger Ferdinand
- Photographie : Henri Alekan
- Montage : Andrée Sélignac
- Musique : Georges Van Parys
- Direction artistique : Roland Quignon
- Costumes : Christian Dior
- Technicien du son : André Le Baut
- Directeur de production : Jean Clerc
- Société de production : Société Universelle de Films (SUF)
- Société de distribution : La Société des Films Sirius
- Pays d'origine : France
- Format : Noir et blanc 35 mm — 1,37:1 — Son : Mono
- Genre : Comédie, film historique
- Durée : 95 minutes
- Date de sortie : 
  - France - 16 mai 1945
- Visa d'exploitation : 34 (délivré le 30/09/1945)
- Affiche : Jean-René Poissonnié (France)

## Distribution
Source IMDb
- Odette Joyeux : Jeannette de Pincret, fille adoptive de Madame de Maintenon
- Lucien Baroux : La Verdure, vieux comédien devenu jardinier de l'école de Saint-Cyr, et confident de Jeannette
- Gabrielle Dorziat : Madame de Maintenon, épouse secrète de Louis XIV, mère adoptive de Jeannette
- Georges Marchal : le vicomte Haussy de Villefort que Madame de Maintenon verrait bien comme mari pour Jeannette
- Maurice Escande : le roi Louis XIV
- Jacques Varennes : le duc de Montgobert, aristocrate respectable que Louis XIV voudrait imposer à Jeannette
- Jacqueline Ferrière : Mlle d'Aumale
- Madeleine Rousset : Adrienne Lecouvreur
- Sylvie Noëlle : Anne de Salbris
- Marfa Dhervilly : une dame de Saint-Cyr
- Catherine Morgate : Geneviève de Riqueville
- Jacques Berlioz
- Françoise Delille
- Huguette Ferly
- Véra Norman
- Catherine Romane
- Henri Charrett
- Maud Lamy
- Gustave Gallet
- André Carnège
- Jean Coste
- Marie-Reine Kergal
- Lucienne Laurence